# Juego de las Estrellas de la Liga Nacional de Básquet 2013
El Juego de las Estrellas de la LNB de 2013 se disputó en la ciudad de Mar del Plata el 22 de enero de 2013, en el Polideportivo Islas Malvinas, sede de Peñarol de Mar del Plata. Fue la 25.ª edición del Juego de las Estrellas de la LNB.

## Juego de las Estrellas
Los planteles para el Juego de las Estrellas se eligieron a partir de una votación popular donde se seleccionaron, un combinado de 12 jugadores nacionales nacidos antes del 31 de diciembre de 1992 y otro de 12 extranjeros, eligiendo por un lado los quintetos iniciales y por el otro los suplentes, así como los entrenadores. El partido tuvo una duración de 4 cuartos de 10 minutos cada uno y cada etapa contó con un tiempo muerto de 60 segundos.
| Pos.                                          | Jugador                                       | Equipo                                        | Nº de Juegos de las Estrellas | Votos totales    |
| Quinteto inicial                              | Quinteto inicial                              | Quinteto inicial                              | Quinteto inicial              | Quinteto inicial |
| --------------------------------------------- | --------------------------------------------- | --------------------------------------------- | ----------------------------- | ---------------- |
| B                                             | Facundo Campazzo                              | Peñarol de Mar del Plata                      | 3                             | 4.642            |
| E                                             | Paolo Quinteros                               | Regatas de Corrientes                         | 7                             | 3.880            |
| A                                             | Marcos Mata                                   | Peñarol de Mar del Plata                      | 4                             | 4.449            |
| AP                                            | Leonardo Gutiérrez                            | Peñarol de Mar del Plata                      | 13                            | 3.690            |
| P                                             | Juan Pedro Gutiérrez                          | Obras Sanitarias                              | 3                             | 4.362            |
| Suplentes                                     |                                               |                                               |                               |                  |
| B                                             | Nicolás Laprovittola                          | Club Atlético Lanús                           | 1                             | 1.106            |
| B                                             | Juan Ignacio Sánchez                          | Estudiantes BB                                | 2                             | 1.023            |
| E                                             | Federico Van Lacke                            | Boca Juniors                                  | 1                             | 2.114            |
| E                                             | Diego García                                  | Club Deportivo Libertad                       | 2                             | 1.646            |
| A                                             | Adrián Boccia                                 | Club Atlético Lanús                           | 1                             | 1.058            |
| AP                                            | Federico Kammerichs                           | Regatas de Corrientes                         | 4                             | 2.861            |
| P                                             | Martín Leiva                                  | Peñarol de Mar del Plata                      | 8                             | 1.274            |
| Entrenador: Sergio Santos Hernández (Peñarol) | Entrenador: Sergio Santos Hernández (Peñarol) | Entrenador: Sergio Santos Hernández (Peñarol) | 10                            | 4.281            |

| Pos.                                     | Jugador                                  | Equipo                                   | Nº de Juegos de las Estrellas | Votos totales    |
| Quinteto inicial                         | Quinteto inicial                         | Quinteto inicial                         | Quinteto inicial              | Quinteto inicial |
| ---------------------------------------- | ---------------------------------------- | ---------------------------------------- | ----------------------------- | ---------------- |
| B                                        | Martín Osimani                           | Obras Sanitarias                         | 3                             | 10.043           |
| E                                        | David Jackson                            | Gimnasia Indalo                          | 3                             | 4.034            |
| A                                        | Joshua Pittman                           | Centro Juventud Sionista                 | 6                             | 3.001            |
| AP                                       | John De Groat                            | Boca Juniors                             | 1                             | 3.124            |
| P                                        | Robert Battle                            | Club Atlético Lanús                      | 4                             | 3.673            |
| Suplentes                                |                                          |                                          |                               |                  |
| E                                        | David Teague                             | Peñarol de Mar del Plata                 | 1                             | 2.094            |
| E                                        | Javier Mojica                            | Quimsa                                   | 1                             | 1.723            |
| A                                        | Dartona Washam Jr                        | Regatas de Corrientes                    | 1                             | 2.450            |
| A                                        | William Graves                           | Club Deportivo Libertad                  | 2                             | 1.826            |
| AP                                       | William Mc Farlan                        | Club Atlético Lanús                      | 2                             | 2.478            |
| P                                        | Daniel Santiago                          | Boca Juniors                             | 1                             | 1.929            |
| P                                        | Darren Phillip                           | Unión Progresista                        | 1                             | 1.926            |
| Entrenador: Néstor García (Boca Juniors) | Entrenador: Néstor García (Boca Juniors) | Entrenador: Néstor García (Boca Juniors) | 8                             | 2.237            |

| 22 de enero de 2013 | Nacionales                                                                                                   | 99–113               | Extranjeros                                                           | |  |
|                     | Parciales: 26-28, 24-26, 30-27, 19-32                                                                        |                      |                                                                       | |  |
|                     | Estadísticas Leonardo Gutiérrez (20) Juan Ignacio Sánchez, Juan Pedro Gutiérrez (5) Nicolás Laprovittola (3) | Reporte Pts Reb Asts | Estadísticas David Jackson (30) Martín Osimani (8) Martín Osimani (5) | Pabellón: Polideportivo Islas Malvinas, Mar del Plata Asistencia: 12.500 espectadores Televisión: TyC Sports |  |

## Torneo de Triples Nativa
El torneo de triples reunió a los 5 jugadores con mejor porcentaje de triples de la liga 2012/13, en parejas junto a campeones históricos del torneo de triples. La pareja conformada por Bruno Lábaque y Juan Espil obtuvo el primer puesto.
| Pos. | Jugador            | Equipo                   | % Triples | Campeón Histórico | 1ª ronda | 2ª ronda | Ronda final |
| ---- | ------------------ | ------------------------ | --------- | ----------------- | -------- | -------- | ----------- |
| A    | Marcos Mata        | Peñarol de Mar del Plata | 42.3%     | Leandro Masieri   |          |          | -           |
| E    | Javier Bulfoni     | Atenas de Córdoba        | 41.5%     | Marcelo Milanesio |          |          | -           |
| E    | Paolo Quinteros    | Regatas de Corrientes    | 40.5%     | Mariano Aguilar   |          | -        | -           |
| AP   | Leonardo Gutiérrez | Peñarol de Mar del Plata | 38.3%     | Eduardo Dominé    |          |          | 14          |
| B    | Bruno Lábaque (*)  | Atenas de Córdoba        | 36%       | Juan Espil        |          |          | 18          |

(*) - Reemplaza a William Graves (40.2%).

## Torneo de Volcadas Nadir
El Torneo de Volcadas se desarrolló en dos rondas, con cuatro participantes de la liga que decidieron postularse, siendo los dos participantes restantes, ganadores de un concurso de volcadas desarrollado por la organización del torneo. Los tres mejores de la primera ronda clasificaron a la final, coronándose como campeón en esta ocasión Tayavek Gallizi.
| Pos. | Jugador          | Equipo                                 | 1ª ronda   | 1ª ronda   | 1ª ronda | Ronda final | Ronda final | Ronda final |
| Pos. | Jugador          | Equipo                                 | 1ª volcada | 2ª volcada | Total    | 1ª volcada  | 2ª volcada  | Total       |
| ---- | ---------------- | -------------------------------------- | ---------- | ---------- | -------- | ----------- | ----------- | ----------- |
| E    | Marco Diez       | Club Ciclista Olímpico                 |            |            | 61       | -           | -           | -           |
| A    | DeCorey Young    | Instituto de Córdoba                   | 42         | 25         | 67       |             |             | 72          |
| AP   | Tayavek Gallizi  | Quilmes de Mar del Plata               | 39         | 40         | 79       |             |             | 95          |
| E    | Nicolás Brussino | Regatas de Corrientes                  | 39         | 25         | 64       | 49          | 25          | 74          |
|      | Milton Arce      | Ganador Concurso Desafío Volcadas 2012 |            |            |          | -           | -           | -           |
|      | Porter Maberry   | Ganador Concurso Desafío Volcadas 2012 |            |            |          | -           | -           | -           |

## Carrera de habilidades Zanella
La Carrera de Habilidades consistió de una competencia contrarreloj con distintas estaciones en las que las parejas deben demostrar sus destrezas. En esta edición se realizó junto a judores históricos de la LNB, habiendo un total de 8 estaciones en las que, en la primera ronda cada jugador deberá realizar la mitad y en la segunda, invertir roles. En esta ocasión, la pareja compuesta por Alejandro Konsztadt y Eduardo Dominé se coronaron campeones con un tiempo de 34.8 segundos.
| Jugador             | Equipo                      | Jugador Histórico | 1ª ronda  | 1ª ronda  | Ronda final |
| Jugador             | Equipo                      | Jugador Histórico | 1° Vuelta | 2º Vuelta | 1° Vuelta   |
| ------------------- | --------------------------- | ----------------- | --------- | --------- | ----------- |
| Facundo Campazzo    | Peñarol de Mar del Plata    | Héctor Campana    |           |           | -           |
| Alejandro Konsztadt | Obras Sanitarias            | Eduardo Dominé    |           |           | 34.8 s      |
| Lucas Faggiano      | Estudiantes de Bahía Blanca | Raúl Merlo        |           |           | -           |
| Diego García        | Club Deportivo Libertad     | Edgar Merchant    |           |           | 35 s        |

## Tiro de las Estrellas
El Tiro de las Estrellas, consistió en una competencia contrarreloj, disputada por cuatro tríos, cada uno de ellos integrado por un jugador actual de la liga, una leyenda, y una jugadora actual de la selección de baloncesto femenina. En esta ocasión logró el título el trío conformado por Juan Pedro Gutiérrez, Mariano Aguilar y Macarena Durso.
| Pos. | Jugador              | Equipo                      | Pos. | Leyenda              | Pos. | Selección Femenina | Equipo              | 1ª ronda | Ronda final |
| ---- | -------------------- | --------------------------- | ---- | -------------------- | ---- | ------------------ | ------------------- | -------- | ----------- |
| E    | Selem Safar          | Peñarol de Mar del Plata    | A    | Esteban De la Fuente | A    | Natacha Pérez      | Club Atlético Lanús |          | -           |
| E    | Federico Van Lacke   | Boca Juniors                | E    | Héctor Campana       | A    | Natacha Spiatta    | Unión Florida       | 19.6 s   | 51.3 s      |
| A    | Hernán Jasen         | Estudiantes de Bahía Blanca | A    | Leandro Palladino    | B    | Melissa Gretter    | Unión Florida       |          | -           |
| P    | Juan Pedro Gutiérrez | Obras Sanitarias            | E    | Mariano Aguilar      | B    | Macarena Durso     | Vélez Sarsfield     | 28.6 s   | 25.5 s      |